# 靺鞨七部

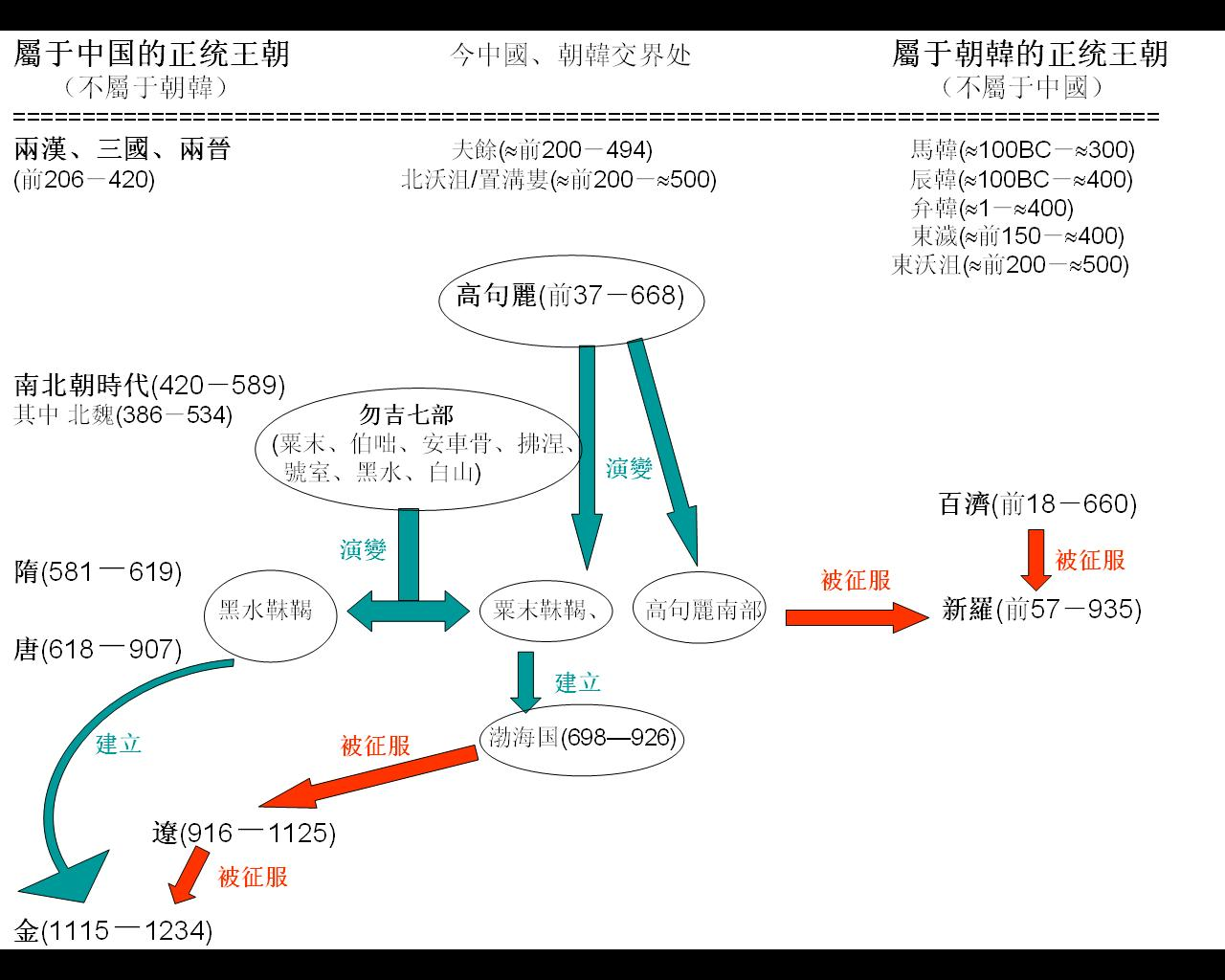
勿吉七部（靺鞨七部）の民族系統。勿吉七部（靺鞨七部）の粟末靺鞨の系統が渤海国に発展し、勿吉七部（靺鞨七部）の黒水靺鞨の系統が金に発展している。

靺鞨七部（まっかつしちぶ）は、靺鞨は、いくつかの大部族に分かれ、そのうち粟末靺鞨、伯咄靺鞨、安車骨靺鞨、払涅靺鞨、号室靺鞨、白山靺鞨、黒水靺鞨の七部族が有力で、靺鞨七部と呼ばれた。

## 概要
靺鞨諸族は、『旧唐書』北狄伝に「靺鞨，蓋肅慎之地，後魏謂之勿吉，在京師東北六千餘里。」とあるように、魏晋南北朝時代には「勿吉」と呼ばれていたが、隋唐時代に「靺鞨」と改称された。『北史』は勿吉（靺鞨）を、粟末靺鞨、伯咄靺鞨、安車骨靺鞨、払涅靺鞨、号室靺鞨、白山靺鞨、黒水靺鞨の七部族に分けている。
『魏書』勿吉伝は、「勿吉國，在高句麗北，舊肅慎國也。邑落各自有長，不相總一。其人勁悍，於東夷最強。言語獨異。」 と記している。金毓黻が著した『渤海国志長編』は、太白山の北に居住する靺鞨諸族の七部族の相互位置関係を明かにし、各部族が200里から300 - 400里離れて居住していたことを指摘している。靺鞨七部のうちで最盛期の高句麗に服属し、農耕民としての色彩を強めたのが粟未靺鞨、白山靺鞨の両部族であった。